# Countdown 2010
L'iniziativa Countdown 2010 è un progetto di comunicazione lanciato dall'Unione internazionale per la conservazione della natura IUCN.
L'obiettivo di questa iniziativa è il coinvolgimento, su base volontaria, e la sensibilizzazione di istituzioni pubbliche, imprese del settore privato, accademie e governi verso il conseguimento dell'Obiettivo 2010 sulla biodiversità di ridurre in maniera significativa il tasso di perdita di biodiversità a livello globale entro il 2010, come confermato dai Capi di Stato del mondo al Summit mondiale sullo sviluppo sostenibile tenutosi nel 2002 a Johannesburg in Sudafrica.